# 1-Methylpiperidin
1-Methylpiperidin (IUPAC) ist eine organisch-chemische Verbindung aus der Stoffgruppe der cyclischen, tertiären Amine. Die Verbindung dient als Ausgangsstoff für organische Synthesen und zur Herstellung von Katalysatorsystemen.

## Gewinnung und Darstellung
Zur technischen Herstellung von 1-Methylpiperidin setzt man 5-Amino-1-pentanol mit Methanol bei Temperaturen von 180–230 °C und Drücken von 70–120 bar in Gegenwart von Kupferoxid und Natriumoxid-Katalysatoren, welche auf Aluminiumoxid (Al2O3) geträgert sind, um.
Die komplette Reaktion verläuft dabei in der flüssigen Phase in einem kontinuierlichen Rohr- oder Rohrbündelreaktor. Der Katalysator wird als Festbett angeordnet und kann vom Reaktionsgemisch von unten oder oben angeströmt werden. Die Reinigung und Aufarbeitung des Produkts erfolgt durch mehrstufige Destillation in Rektifikationskolonnen.

## Eigenschaften

### Physikalische Eigenschaften
1-Methylpiperidin hat eine relative Gasdichte von 3,42 (Dichteverhältnis zu trockener Luft bei gleicher Temperatur und gleichem Druck) und eine relative Dichte des Dampf-Luft-Gemisches von 1,10 (Dichteverhältnis zu trockener Luft bei 20 °C und Normaldruck). Die dynamische Viskosität bei einer Temperatur von 20 °C beträgt 5 mPa·s.

### Chemische Eigenschaften
1-Methylpiperidin ist eine leicht entzündbare, farblose Flüssigkeit mit aminartigem Geruch. Die Verbindung gehört zur Stoffklasse der cyclischen, tertiären Amine und kann auch als Stickstoffheterocyclus aufgefasst werden. N-Methylpiperidin ist mit Wasser mischbar und reagiert als wässrige Lösung stark alkalisch. Bei einer Temperatur von 20 °C weist eine wässrige Lösung der Verbindung (Konzentration: 100 g/l) einen pH-Wert von 12 auf. Mit Säuren und Oxidationsmitteln treten teilweise heftige Reaktionen ein.

## Verwendung
1-Methylpiperidin wird unter anderem als Zwischenprodukt für die Produktion des Wachstumsregulators Mepiquat-chlorid verwendet. Des Weiteren wird es selbst als Lösungsmittel und zur Herstellung anderer Chemikalien verwendet. Ferner dient 1-Methylpiperidin als Reagenz zur Synthese von Katalysatorsystemen auf Basis von Ruthenium. Weiterhin findet es Anwendung bei der Darstellung von antibakteriellen Imidazolium-, Pyrrolidinium- und Piperidiniumsalzen.

## Sicherheitshinweise
Die Dämpfe von 1-Methylpiperidin bilden mit Luft explosive Gemische. Hauptsächlich wird der Stoff über den Atemtrakt aufgenommen. Des Weiteren wird eine gute Resorption über die Haut vermutet. Bei Aufnahme oder Exposition kommt es akut zu einer reizenden Wirkung auf die Schleimhäute der Augen und des Atemtrakts sowie auf die Haut. Chronisch sind für den Menschen keine Angaben verfügbar. Eine Reproduktionstoxizität konnte in einem Tierversuch nicht nachgewiesen werden, jedoch liegen für den Menschen keine weiteren Werte vor. Zur Mutagenität und Kanzerogenität liegen keine ausführlichen Angaben vor. 1-Methylpiperidin weist eine untere Explosionsgrenze (UEG) von 1,1 Vol.-% und eine obere Explosionsgrenze (OEG) von 9,9 Vol.-% auf. Die Zündtemperatur beträgt 205 °C. Der Stoff fällt somit in die Temperaturklasse T3. Mit einem Flammpunkt von 3 °C gilt 1-Methylpiperidin als leicht entzündbar. Die Verbindung wird ebenfalls als stark gewässergefährdend eingestuft.